# Ray Wetzel

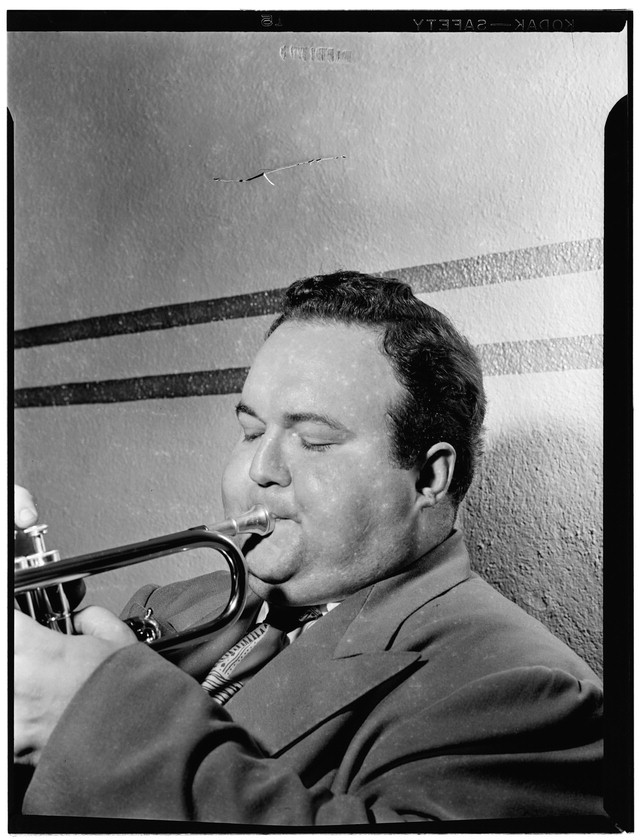
Ray Wetzel (1947 oder 1948)
Fotografie von William P. Gottlieb

Ray Wetzel (* 22. September 1924 in Parkersburg  (West Virginia); † 17. August 1951 in Sedgwick, Colorado) war ein US-amerikanischer Trompeter und Arrangeur des Swing und Modern Jazz. Er war Scott Yanow zufolge „von den anderen Trompetern sehr geschätzt“.

## Leben und Wirken
Wetzel spielte Erste Trompete bei Woody Herman (1943–1945) und Stan Kenton (1945–1948), um dann ab 1949 bei Charlie Barnet zu wirken, wo er auf Nummern wie Over the Rainbow herausgestellt wurde. Er gehörte dann nach einer Zeit bei Henry Jerome wieder zum Kenton Orchester, für das er auch als Arrangeur arbeitete. Seit 1949 war er mit der Bassistin Bonnie Wetzel verheiratet. Sein letztes Engagement hatte er (gemeinsam mit seiner Frau) bei Tommy Dorsey. Auf einer Autofahrt mit Dorsey verunglückte er tödlich. 
Wetzel nahm auch mit Charlie Parker auf sowie mit Eddie Safranski und 1947 mit den Metronome All-Stars, zu denen zu dieser Zeit Vido Musso und Neal Hefti gehörten. Für Kenton komponierte er  Intermission Riff.

## Lexigraphische Einträge
- Carlo Bohländer, Karl Heinz Holler: Reclams Jazzführer (= Reclams Universalbibliothek. Nr. 10185/10196). Reclam, Stuttgart 1970, ISBN 3-15-010185-9.
- Leonard Feather, Ira Gitler: The Biographical Encyclopedia of Jazz. Oxford University Press, New York 1999, ISBN 0-19-532000-X.